# Christoph Froschauer

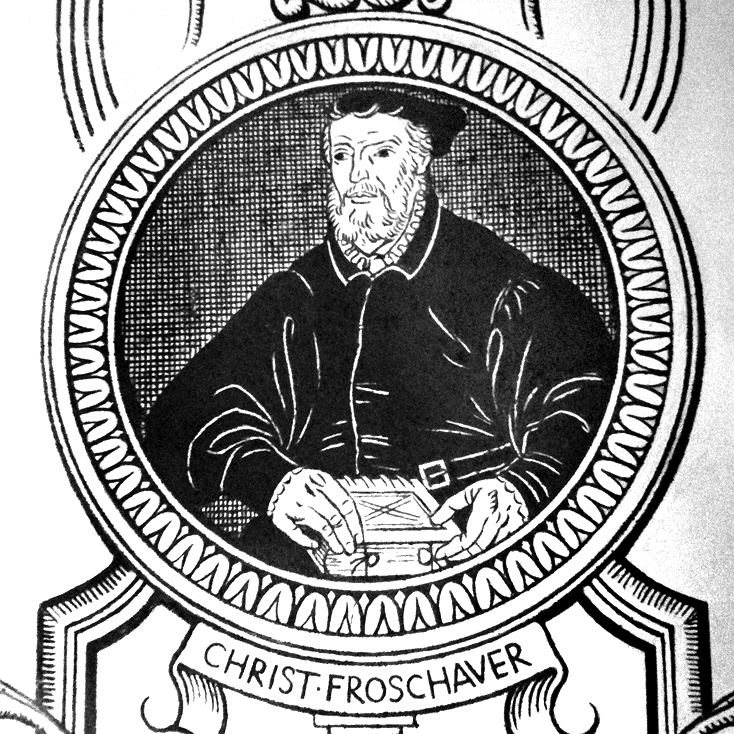
Wandzeichnung im Orell-Füssli-Hauptsitz in Zürich-Wiedikon

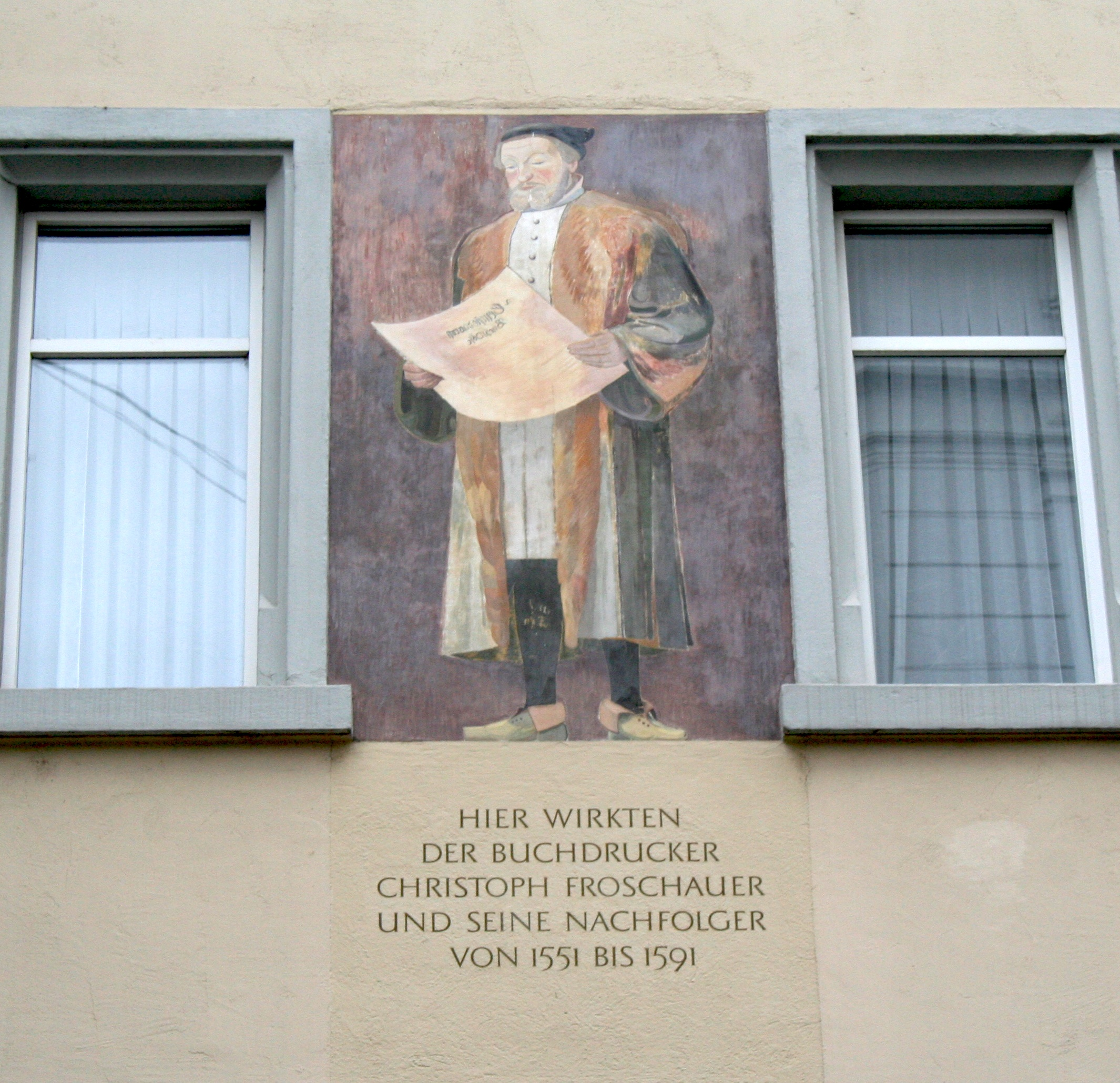
Inschrift am Haus Froschauers an der Brunngasse 18 in Zürich

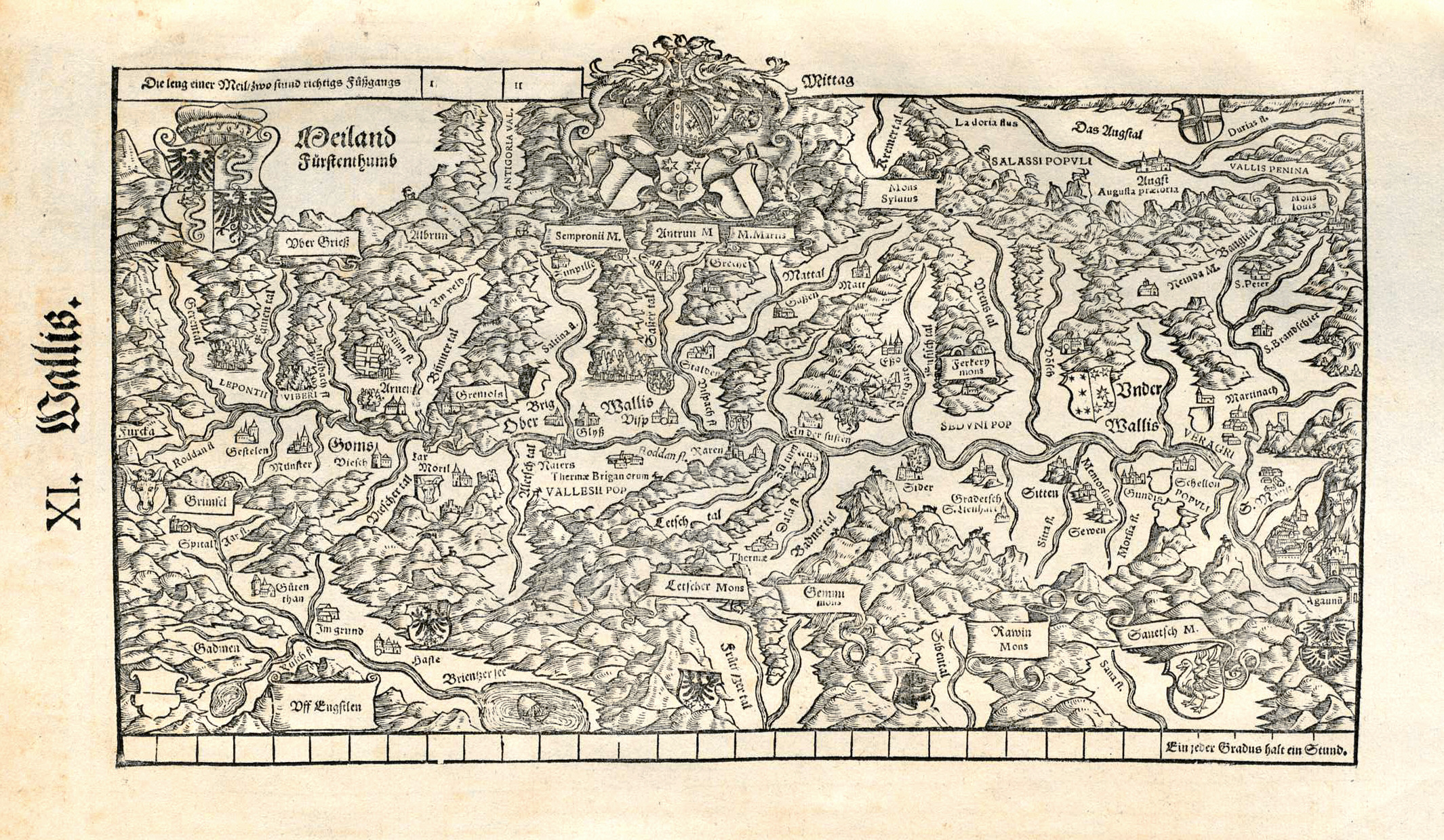
Karte des Wallis aus den Landtaflen von Johannes Stumpf und Christoph Froschauer, Zürich 1556

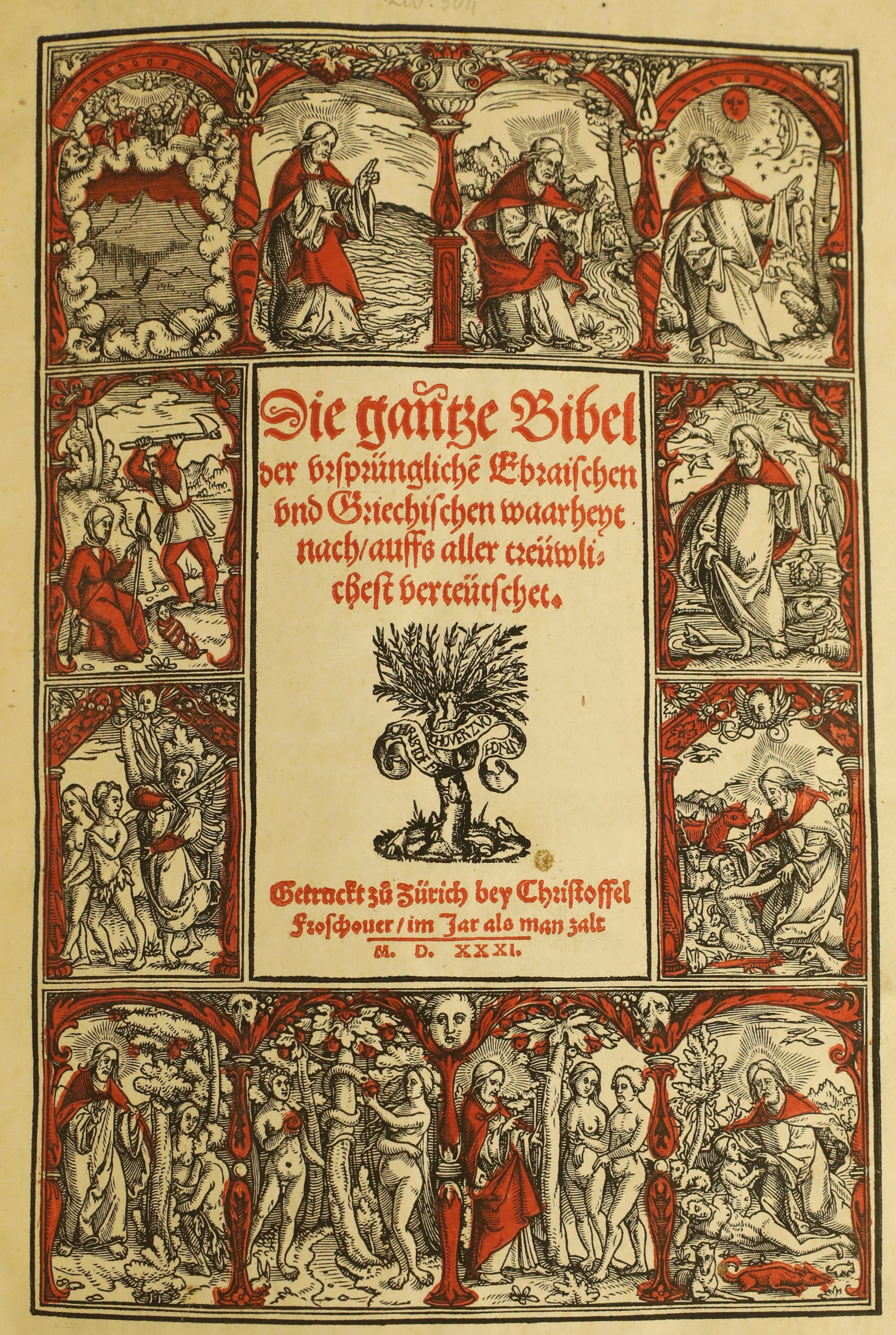
Titelblatt der Zürcher Bibel von 1531. Diese von Froschauer gedruckte Version war für lange Zeit die textlich und gestalterisch bedeutendste Ausgabe der Zürcher Bibel.

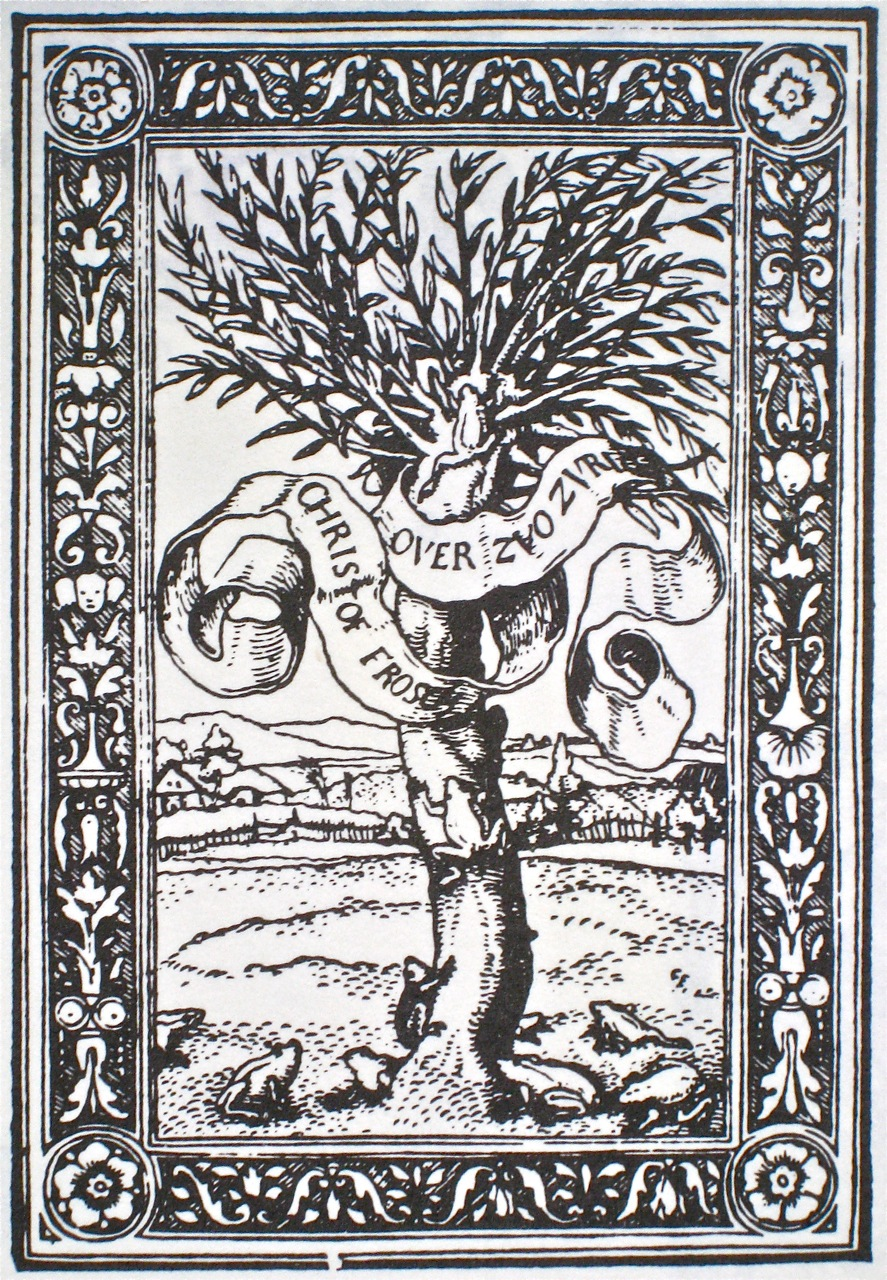
Druckermarke von 1525

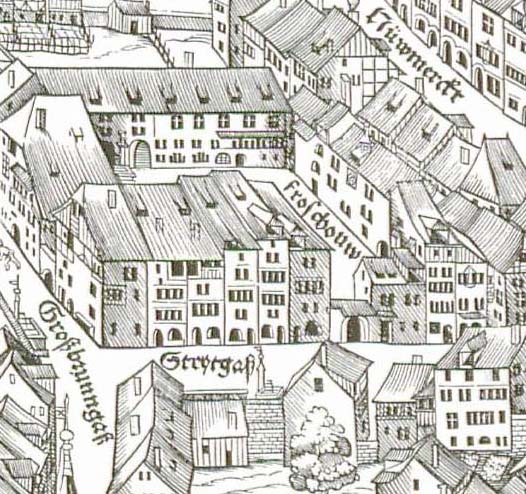
«Zur Froschau» in der Zürcher Altstadt. Ausschnitt aus dem Murerplan.

Christoph Froschauer (* um 1490 vermutlich in Kastl bei Altötting; † 1. April 1564 in Zürich) war ein deutscher (bayerischer) Buchdrucker und Verleger. Er war der erste Buchdrucker der Reformationszeit in Zürich und druckte insbesondere die unter Leitung von Zwingli übersetzte Zürcher Bibel von 1531.

## Leben
Froschauer erlernte das Setzer- und Buchdruckerhandwerk vermutlich bei seinem Onkel Hans Froschauer in Augsburg. Um 1515 kam er nach Zürich und arbeitete zuerst als Angestellter bei Hans Rüegger, wo er eine Druckerei aufbaute. Nach Rüeggers Tod heiratete Froschauer 1517 dessen Witwe, übernahm die Druckerei und bekam 1519 das Bürgerrecht der Stadt verliehen.
Dadurch erhielt er Druckaufträge vom Stadtstaat Zürich. Er druckte ins Deutsche übersetzte Werke von Erasmus von Rotterdam, von Luther und insbesondere von Zwingli. Zwingli bediente sich des neuen Mediums sehr gewandt und liess Predigten und andere programmatische Schriften in kurzer Zeit bei Froschauer drucken. Froschauer wurde so zu einem wichtigen Förderer der Reformation in Zürich.
In Froschauers Haus «Am Wyngarten» fand im Beisein Zwinglis das «Wurstessen» während der Fastenzeit 1522 statt, eine geplante Provokation, für die er sich vor dem Stadtrat verteidigen musste.
Verheiratet war Froschauer in erster Ehe mit Elise Rüegger-Zimmermann († 1550), nach ihrem Tod mit Dorothea Locher; beide Ehen blieben kinderlos. Froschauer starb 1564 an der Pest. Die Druckerei wurde von seinem Neffen Christoph Froschauer dem Jüngeren weitergeführt und wechselte nach dessen Tod 1585 über die Jahrhunderte mehrfach den Besitzer.

## Werke
In Froschauers Druckerei wurden zwischen 1520 und 1564 über 700 Titel in annähernd einer Million Exemplaren gedruckt, darunter reich ausgestattete Bibeln, wie 1524 Luthers Neues Testament, 1525 das Alte Testament, 1531 die «Zürcher Bibel» mit über 100 Illustrationen nach Vorlagen von Hans Holbein d. J. Zu den Glanzstücken aus der Druckerei Froschauers gehört die prachtvoll illustrierte «Schweizer Chronik» (1547/48) von Johannes Stumpf. Den überwiegenden Teil dieser Illustrationen (400 Holzschnitte) schuf Heinrich Vogtherr der Ältere. Bedeutung erlangte Froschauer auch als Verleger von kartografischen Werken: Bereits die Bibel von 1525 war mit einer Karte des Heiligen Landes versehen. 1546 gab er die Kosmografie Johannes Honterus’ von 1541 im Nachdruck heraus, und die Karten der Stumpf-Chronik erschienen auch separat als «Landtafeln».
Froschauer druckte nicht nur, sondern schnitt seine eigenen Schriften, baute eine Typengiesserei auf, übernahm Buchbindearbeiten und den Vertrieb der Werke in einer eigenen Buchhandlung. Mit der Pacht der städtischen Papiermühle auf der Papierwerd in der Limmat erzeugte er sein eigenes Papier.

## Verschiedenes
Die meisten seiner Druckermarken zeigen einen Baum mit kletternden Fröschen, ein Bilderrätsel, das durchaus doppelsinnig gelesen werden kann, indem der Baum eine Weide darstellt, die auf einer Aue (Homonym zu Weide) steht, somit eine Frosch-Weide auf einer Frosch-Aue.
Der Gebäudekomplex an der heutigen Froschaugasse (Hausnummer 4 war die mittelalterliche Synagoge) hatte nach der Aufhebung des Frauenklosters St. Verena und dem Verkauf der Gebäude an Christoph Froschauer im Jahr 1551 den Namen «Zur Froschau» erhalten.
Die heutige Orell Füssli (Verlag, Buchhandlung, Karten- und Banknotendruck) führt ihre Anfänge auf Froschauers Druckerei zurück.

## Rezeption im Film
- Zwingli. Spielfilm, 2019, 128 Min., Produktion: Anne Walser, Mario Krebs, Regie: Stefan Haupt
- Zwinglis Erbe. Spielfilm, 2018, 55 Min., Produktion: Eutychus Production, Regie: Alex Fröhlich